# ارکی لین
ارکی لین (انگلیسی: Erkki Laine; ۱۳ سپتامبر ۱۹۵۷ – ۲۲ اوت ۲۰۰۹) بازیکن هاکی روی یخ اهل فنلاند بود.